# I maniscalchi
I maniscalchi (Les Forgerons) è un film dei fratelli Auguste e Louis Lumière, compreso tra i dieci film che vennero proiettati al primo spettacolo pubblico di cinematografo del 28 dicembre 1895 al Salon indien du Grand Café al numero 14 del Boulevard des Capucines a Parigi.

## Trama
Il film mostra due personaggi che fanno il lavoro del fabbro: uno in camicia e cravatta, che batte un ferro e poi lo forgia nell'acqua fredda, e uno che gira un attrezzo con manovella. Alla fine un inserviente arriva e versa un bicchiere di vino al "maniscalco".